# 31 Brygada Artylerii Armat

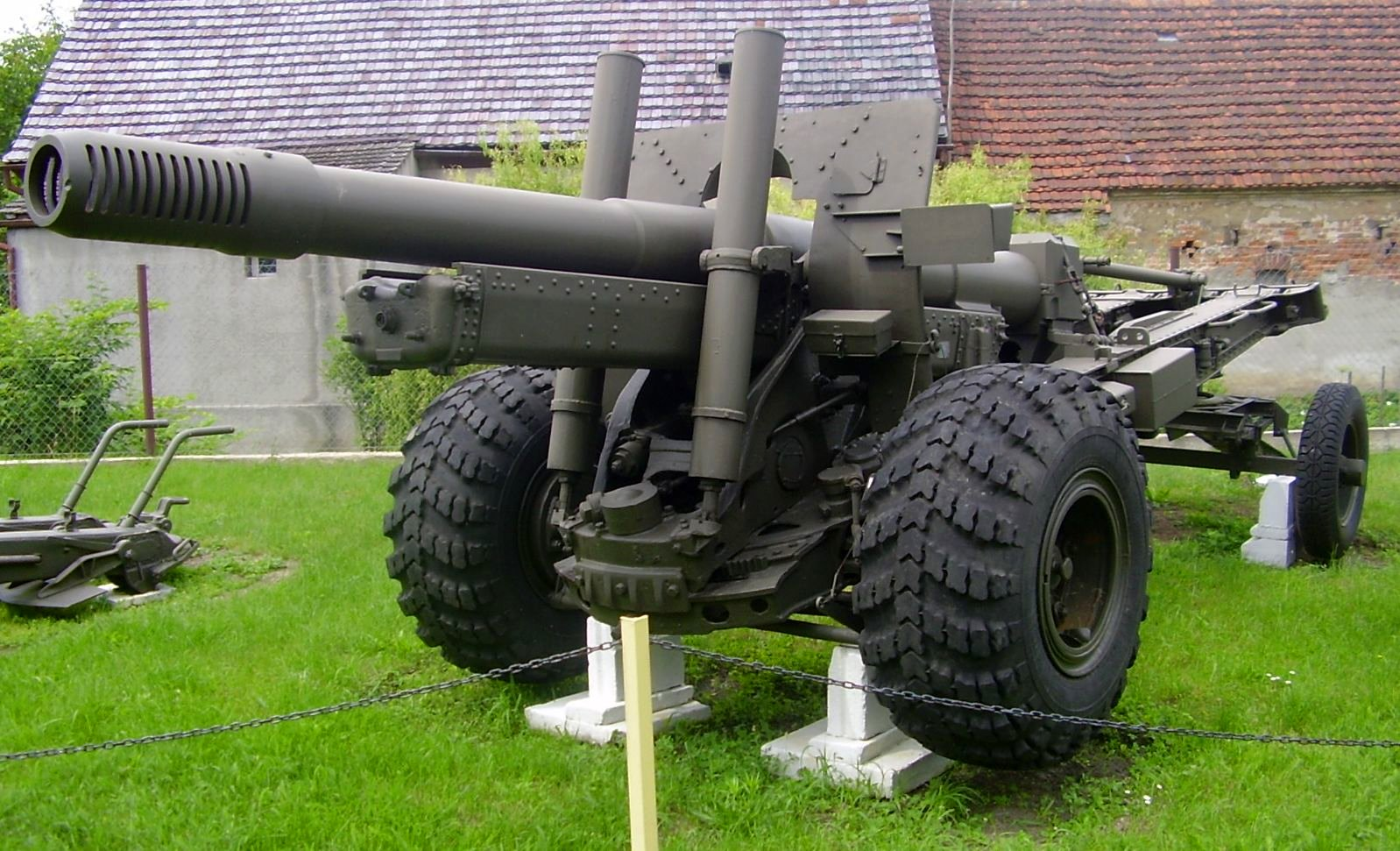
152 mm haubicoarmata wz. 1937 (MŁ-20)

31 Brygada Artylerii Armat (31 BAA) – związek taktyczny artylerii Wojska Polskiego.

## Formowanie i zmiany organizacyjne
Brygada została sformowana w 1956 roku, w garnizonie Głogów, na bazie 112 pułku artylerii ciężkiej z 2 Korpusu Armijnego. Weszła w skład 10 Dywizji Artylerii Armat.
Zgodnie z rozkazem nr 025/MON z 30.09.1967 w sprawie przekazania jednostkom wojskowym historycznych nazw i numerów oraz ustanowienia dorocznych świąt jednostek Dz. Roz. Tjn. MON Nr 10, poz. 53 31 Brygada Artylerii Armat przyjęła tradycje i nazwę 5 Pomorskiej Brygady Artylerii i przyjęła nazwę 5 Pomorskiej Brygady Artylerii Armat. 12 września 1991 roku jednostka utraciła nazwę wyróżniającą "Pomorska". Z dniem 31.12.2001 została rozformowana.

## Struktura organizacyjna
Dowództwo brygady
- dywizjon haubicoarmat 152mm
  - dwie baterie ogniowe
  - skadrowana bateria ogniowa
- dywizjon armat 130 mm
  - dwie baterie ogniowe
  - skadrowana bateria ogniowa
- dywizjon szkolny
- bateria dowodzenia
  - plutony: rozpoznawczy, łączności, topograficzny
- kwatermistrzostwo

Brygada liczyła etatowo 677 żołnierzy. Na uzbrojeniu posiadała 21 sztuk 130 mm armat (w rzeczywistości były to "zamienniki") i 18 haubicoarmat 152 mm

## Dowódcy brygady
- płk Józef Petruk (1957-1962)

5 BAA
- płk Andrzej Truszkowski

## Przekształcenia
112 pułk artylerii ciężkiej → 112 pułk artylerii armat → 31 Brygada Artylerii Armat → 5 Pomorska Brygada Artylerii Armat → 5 Brygada Artylerii Armat